# Pendiente resbaladiza
En debate o retórica, la pendiente resbaladiza es una de las teorías informales clásicas. Sugiere que una acción iniciará una cadena de eventos que culminarán en un evento posterior predecible, sin establecer o cuantificar las contingencias relevantes. El argumento se conoce también como el efecto dominó.  Para evitar caer en la falacia se deben aportar argumentos para la conexión entre los sucesos y tener en cuenta que a medida que se desencadenan más sucesos la probabilidad de que estos ocurran es siempre menor.
Este tipo de argumentación es beneficiosa en demagogia ya que aprovechando el sesgo de falsa vivencia consigue despertar la paranoia y el miedo en los receptores. La probabilidad de un suceso no implica su certeza.
Suele utilizarse también con la falacia del hombre de paja de la siguiente manera:
1. "A" sucede.
2. Si "A" sucede, "B" inevitablemente sucederá (se aplica la falacia del efecto dominó).
3. "B" es un suceso detestable (es un suceso fácilmente defendible al que el locutor no quería llegar).
4. Por lo tanto, "A" también es detestable (conclusión de la falacia del hombre de paja).

La conexión entre el suceso A y suceso B puede ser falaz o no serlo y depende de si se aportan suficientes argumentos.

## Argumentos presentados como pendiente resbaladiza aunque no son falacias
El argumento toma una de varias formas semánticas:
- En una forma, el que propone sugiere que haciendo un movimiento en determinada dirección, empezaremos a bajar por una "pendiente resbaladiza". Habiendo empezado a bajar por la pendiente metafórica, aparentemente seguiremos yendo en la misma dirección (el que argumenta usualmente ve a la dirección como negativa, en consecuencia a la metáfora de deslizarse hacia abajo).

- Otra forma aparenta ser más estática, argumentando que al admitir o permitir A crea el precedente que conduce a admitir o permitir B, al seguir una larga cadena de relaciones lógicas. Nótese que al establecer esta cadena de necesidades lógicas (o cuantificando las probabilidades relevantes) hace válido este argumento, no como en el caso de la definición clásica de la pendiente resbaladiza. La pendiente resbaladiza no es una falacia en virtud de una cadena de implicaciones (que conducen a la transitividad de la condición material) sino por la falla en establecer los hechos en dicha cadena.

### Ejemplos
El jurista y escritor Eugene Volokh analiza varios tipos de pendientes. Volokoh usa el siguiente ejemplo: "el registro de armas puede conducir a la confiscación de armas" para describir seis tipos de pendientes.
1. Reducción de costos: Una vez que todos los propietarios de armas han registrado sus armas de fuego, el gobierno sabrá exactamente de quien confiscarlas.
2. Combinación de reglamentos legales: Anteriormente el gobierno necesitaba buscar en cada casa para confiscar las armas, y tal búsqueda habría violado la Cuarta Enmienda a la Constitución de los Estados Unidos. El registro eliminaría dicho problema.
3. Alteración de la actitud: La gente podría pensar que la posesión de armas es un privilegio más que un derecho, y tomar la confiscación de armas con menos seriedad.
4. Pequeño cambio en la tolerancia: La gente podría ignorar la confiscación de armas porque constituye sólo un pequeño cambio, pero cuando se combina con otros pequeños cambios, podría ser equivalente a la confiscación.
5. Poder político: La molestia del registro podría reducir el número de propietarios, y de esa manera, el poder político del bloque de los propietarios de armas.
6. Impulso político: Una vez que el gobierno haya aprobado ésta ley sobre armas le será más fácil aprobar otras leyes sobre armas, incluidas las de confiscación.

La cuestión es que se está dando como un hecho que dichas premisas, es decir, que el registro de armas conllevará prácticamente de forma ineludible las consecuencias mencionadas. Si es así estamos ante un argumento sólido. Si no es así, puesto que dichas premisas son improbables e incluso imposibles, estaremos ante una falacia de la pendiente resbaladiza.
La pendiente resbaladiza también puede ser utilizada para replicar al establecimiento de límites o limitaciones arbitrarias. Por ejemplo, alguien puede argumentar que los precios de alquileres deben mantenerse en $1.000 o menos al mes para que puedan ser costeados por los inquilinos en un área de la ciudad. Una réplica invocando a la pendiente resbaladiza puede ir en dos direcciones diferentes:
- Una vez que el precio máximo es aceptado, puede ser disminuido lentamente, desplazando a los dueños y empeorando el problema.
- Si $1.000 mensuales como renta es costeable, ¿porqué no $1,025 o $1,050? Al agrupar a los inquilinos en una entidad abstracta, el argumento se vuelve vulnerable a ser un argumento pendiente resbaladiza. Un argumento más cuidadoso a favor de los precios máximos caracterizaría estadísticamente el número de inquilinos que pueden costear las viviendas a varios niveles de ingresos y elegiría un máximo que cumpla metas específicas, como las viviendas del 80% de las familias trabajadoras del área.

Una "pendiente resbaladiza" política muy común es la negociación con terroristas. El argumento es que si el gobierno negocia con terroristas, entonces el gobierno reconoce que el grupo terrorista tiene poder, el terrorismo sería visto como un método que produce resultados y por lo tanto será más prevalente como forma de ganar poder y forzar a los gobiernos a conceder demandas. Este argumento es razonable, pero para ser válido debe estar respaldado con evidencia que lo apoye relacionada con las premisas hechas. De manera similar, las decisiones judiciales deben ser consideradas en término de las consecuencias de los precedentes legales que crean, y las decisiones de política exterior en términos del efecto en la credibilidad.

## La pendiente resbaladiza como falacia
El corazón de esta falacia, también llamada falacia del efecto dominó, está en el abuso de las transiciones apreciables intuitivamente de las implicaciones, afirmando que A lleva a B, B lleva a C, C lleva a D y así sucesivamente, hasta que  finalmente se afirma que A lleva a Z. Mientras que esto es formalmente válido cuando las premisas son tomadas como un hecho, cada una de estas contingencias necesita ser establecida de hecho antes de que una conclusión relevante pueda ocurrir. La pendiente resbaladiza ocurre cuando esto no es hecho. Dicho esto, cabe aclarar que un argumento que apoya la premisa relevante no es una falacia y no es una pendiente resbaladiza en la definición técnica del término.
A menudo se ofrecen una larga serie de eventos intermedios como los mecanismos de conexión para llegar de A a B, desde un comienzo aparentemente inofensivo hasta un desenlace totalmente indeseable. Esta falacia da por ciertas las consecuencias que no son seguras y a veces ni siquiera probables.
Un ejemplo de esta falacia se da en las discusiones sobre la diversidad sexual. Cuando se discute sobre la aceptación de, por ejemplo, matrimonio igualitario, sus detractores pueden aplicar la falacia, presentando la idea de que esto puede desencadenar una serie de eventos que al final, terminarán por generar la aceptación de actos indeseables como la pederastia, o la zoofilia. Esto no se sigue, pues no existe relación alguna entre la tolerancia a la diversidad sexual y la normalización de actos ilícitos como la pederastia. De hecho, mientras la aceptación a la diversidad sexual ha ido aumentando, la pedofilia, entre otras parafilias, ha sido cada vez más duramente condenada en la sociedad occidental. 